# Les Chinois à Paris
Pour plus de détails, voir Fiche technique et Distribution.
Les Chinois à Paris est une comédie franco-italienne écrite et réalisée par Jean Yanne sortie en 1974. Le film se moque des modes intellectuelles de son époque et notamment de l'engouement pour le maoïsme.

## Synopsis
L'Europe est en passe d'être totalement envahie par l'armée innombrable de la Chine maoïste. À la télévision, le président de la République française (Bernard Blier) appelle le peuple français à l'esprit d'abnégation et de sacrifice. Mais, immédiatement après son allocution, il s'embarque avec son entourage dans un avion pour New York.
Pendant que les Parisiens s’entre-tuent sur l'autoroute pour pouvoir fuir les premiers, l'armée d'occupation chinoise occupe la France sans effusion de sang. Les troupes chinoises ont à peine installé leur campement que les autorités de l'État, de l'Église et la presse viennent offrir leurs services. Le Haut-Commissaire Pou-Yen installe son quartier général aux Galeries Lafayette. Puis, depuis Pékin, le Comité central nomme le Français Hervé Sainfous de Montaubert (Jacques François) au poste de gouverneur de la France occupée. L'occupant entreprend de mener une révolution prolétarienne en France, à la manière chinoise : l'une des premières mesures est la suppression des voitures individuelles. Dans le cadre de la planification d'une division internationale du travail, les Chinois cherchent à quoi ils pourraient occuper les Français. Ils découvrent que ceux-ci sont connus pour être les plus grands fumistes du monde. En raison de la confusion sémantique entre le terme argotique de « fumiste » et le métier de poêlier-fumiste, toute la France se retrouve à fabriquer des tuyaux de poêle. Les industriels, comme Grégoire Montclair (Michel Serrault), deviennent subitement de zélés communistes.
Régis Forneret (Jean Yanne) est propriétaire d'un sex-shop. Personnage cynique et désabusé, il cherche comment tirer parti de la situation. Le rigorisme des communistes chinois le pousse à transformer son magasin en boutique de chop suey. Mais il a tout de suite une autre idée : il invente les « podomètres », un système de taxis en pousse-pousse, qui obtient immédiatement un énorme succès. Il fête bientôt son premier milliard. Il se fait ensuite présenter au haut-commissaire Pou-Yen. Il le persuade de le subventionner pour qu'il monte un « opéra révolutionnaire ». Il fête bientôt son deuxième milliard. Et il fêtera son huitième en signant un contrat pour fabriquer des gilets pare-balles pour l'armée chinoise. Plus tard, lors d'une nouvelle rencontre avec Pou-Yen, Forneret obtient l'autorisation de transformer la France en véritable pays symbolique de la décadence, sous prétexte de servir de contre-exemple au monde socialiste. Avec l'aide des subventions chinoises, il couvre la France de boîtes de nuit, de casinos, de cabarets et de bordels.
Les Chinois en viennent à partager les ébats nocturnes des Français, ce qui finit par les épuiser. Un matin, ils évacuent la France sans coup férir.
La France est de fait libérée. Le président de la République rentre alors des États-Unis. Celui-ci est à peine réinstallé que Forneret vient lui vendre tout le matériel militaire abandonné par les Chinois. Forneret quitte ensuite la France pour l'Italie, toujours sous occupation chinoise, pour continuer ses affaires fructueuses. Il confie à Stéphanie, qu'il a emmenée avec lui, qu'il vient déjà de revendre au pape tous ses pousse-pousse.

## Fiche technique
- Titre : Les Chinois à Paris
  - Titre en chinois : 解放軍在巴黎 [1] (transcription pinyin : jiěfàngjūn zài Bālí)
- Réalisation : Jean Yanne
- Scénario : Jean Yanne, Gérard Sire, Robert Beauvais, d’après le roman de ce dernier Quand les Chinois..., Fayard, 1966[2]
- Dialogues : Jean Yanne
- Chorégraphe : Monique Vence
- Graphisme : Tito Topin
- Générique début : Claude Copin
- Producteurs : Jean Yanne, Jean-Pierre Rassam
- Distribution : United Artists
- Décor : Jacques Dugied
- Musique : Michel Magne
- Directeur de la photographie : Jean Boffety
- Année : 1974
- Format : couleur - son Mono
- Durée : 110 minutes
- Genre : comédie
- Pays de production :  France;  Italie
- Langue : français, chinois
- Dates de sortie :
  - France : 28 février 1974
  - Suède : 16 février 1976
- Affiche : Clément Hurel (France)

## Distribution
- Jean Yanne : Régis Forneret
- Michel Serrault : Grégoire Montclair, industriel converti au marxisme-léninisme
- Nicole Calfan : Stéphanie, fille de Lefranc
- Jacques François : Hervé Sainfous de Montaubert, gouverneur nommé par les Chinois
- Georges Wilson : Lefranc
- Macha Méril : Madeleine, femme de Fontanes
- Bernard Blier : le président de la République française
- Paul Préboist : le prêtre naturalisé chinois de la « police civique »
- Fernand Ledoux : Frugebelle, académicien collabo
- Daniel Prévost : Albert Fontanes, un résistant
- Paul Mercey : un résistant
- Kyōzō Nagatsuka : général Pou-Yen, haut-commissaire chinois en France (avec la voix de Michel Roux)
- Lawrence Riesner : le conseiller du président de la République française
- Fernand Berset : un policier
- Yves Barsacq : le général moustachu au béret rouge (qu'il porte à l'anglaise)
- Lionel Vitrant : un bagarreur
- Irina Grjebina : l’« entraîneuse » des pousse-pousse (ou « podomètres »)
- Michel Delahaye : l'archevêque
- Jean-Michel Desjeunes : le présentateur des informations
- Jean-Louis Maury : le préfet (avec la voix de François Perrot)
- Catherine Alric (non-créditée)

## Production
Les Chinois à Paris est une super-production qui réclamait des moyens beaucoup plus importants que ceux dont Jean Yanne était habitué à disposer. Afin d'avoir le budget nécessaire, le réalisateur a fait appel à Marcel Dassault, qui finança le film à deux conditions : que les affiches soient placées sur le chemin qui menait sa limousine de son domicile de Neuilly-sur-Seine à ses bureaux des Champs-Élysées, d'une part, et que le film soit projeté en exclusivité à Paris dans la salle de cinéma qu'il possédait (le Paris, proche de ses bureaux), d'autre part.

### Lieux de tournage
- Une des cours du château de Vincennes : bivouac de Pou-Yen.
- Les Galeries Lafayette : devenues le siège du haut-commissariat chinois.
- Rue d’Anjou : siège volontairement modeste du gouvernement français fantoche d’Hervé Sainfous de Montaubert.
- 42-40, quai d’Orléans (dans l’île Saint-Louis) : appartement des Lefranc avec vue sur le chevet de Notre-Dame.
- Parvis du Trocadéro : emplacement des tribunes de la fête devant « libérer les forces de la joie ».
- Intérieurs : ils sont tournés dans une maison avenue du Mal Douglas Haig à Versailles[réf. nécessaire].
- Gare de Paris-Austerlitz.

## Sortie et accueil
Le film connaît une campagne de dénigrement accompagnée d’appels au boycott et d’actes d’agression dans les cinémas tandis que la presse de gauche appelle au « poujadisme ».
- Le film est extrêmement mal accueilli par les militants maoïstes français. L'Union des communistes de France (UCF-ML), dirigée par Alain Badiou, déchaîne une campagne de boycott du film en distribuant des tracts intitulés : « Les Chinois à Paris : un film comique ? Non ! Un film anticommuniste ! ». Jean Yanne y est dénoncé comme un « gros requin du cinéma, milliardaire, copropriétaire de Gaumont ». Les groupes mènent ensuite des actions de sabotage de la projection du film, notamment par des jets de peinture sur les écrans[5].
- Le film déplut au gouvernement chinois qui, par l'intermédiaire de son ambassadeur de Chine en France, demanda à Alexandre Minkowski, président de l'Association des amitiés franco-chinoises, de déclarer publiquement que le film était « un geste inamical vis-à-vis du peuple chinois ». Alexandre Minkowski s'y refusa[6].
- L'accueil du film par la critique n'est pas tendre : le quotidien Le Monde y voit « un monument de vulgarité », ce qui permettra à Jean Yanne de détourner la critique en apposant sur les affiches du film le bandeau suivant : « Un monument (Le Monde) ».

### Box-office
Malgré un bon démarrage avec plus de 204 000 entrées, dont près de 175 000 entrées sur Paris, où il est distribué dans 29 salles, meilleur démarrage d'un film réalisé par Jean Yanne, Les Chinois à Paris voit sa fréquentation en salles chuter brutalement et finir son exploitation avec 1,6 million d'entrées, dont près de 600 000 entrées sur Paris. En dépit d'une forte campagne de promotion, le film est un échec commercial.

## Analyse

### Thèmes
De manière générale, Jean Yanne ne se moque pas vraiment des Chinois, mais bien plus des Français, de leur passé proche et des modes intellectuelles de son époque. Le film fait clairement allusion à ces thématiques :
- L'engouement naïf et sans mesure de nombreux intellectuels français pour le marxisme-léninisme et, tout particulièrement à partir des années 1960, pour le maoïsme et la Révolution culturelle[5],[13]. Avec le recul, l'historien et sinologue Lucien Bianco parlera plus tard d'une « euphorie maoïste des années 70, récidive de l'euphorie communiste des années 50 » [13].
- Cet engouement maoïste, qui a été traité quelques années plus tôt dans La Chinoise, un film de Jean-Luc Godard (1967). La principale organisation des étudiants maoïstes en France, l'Union des jeunesse communistes (marxistes-léninistes) avait alors parlé de «provocation», d'un film qui associait « les marxistes-léninistes à de jeunes bourgeois qui s'amusent [...], qui jouent à la révolution »[5],[14].
- Le grotesque de la Révolution culturelle, alors encensée par des intellectuels comme Alberto Moravia et Maria-Antonietta Macciochi[5]. On voit de nombreuses fois des soldats chinois s'exercer à brandir le Petit livre rouge des citations de Mao Zedong. On voit aussi le Commandement central de l'Armée chinoise en France siéger dans une tente militaire, tendue à l'intérieur des Galeries Lafayette. Dans une autre scène, les Gardes rouges affirment que la dénonciation est un devoir du bon communiste.
- La crainte des Chinois et de leur nombre (le « péril jaune »), illustrée par l'essai Quand la Chine s'éveillera… le monde tremblera d'Alain Peyrefitte paru en 1973.
- Le souvenir des périodes de l’Occupation (1940-1944), de la libération et de l'épuration en France, notamment la tendance à la collaboration[11].

### L'opéraCarmeng
Spectacle dans le spectacle, Carmeng est dans ce film un ballet représenté à l'Opéra de Paris (Opéra Garnier) devant le gratin de la collaboration franco-chinoise, à l'initiative de l'habile Régis Forneret, incarné par Jean Yanne. Transposition de Carmen de Georges Bizet, le spectacle est une caricature des ballets de la Révolution culturelle maoïste, comme Le Détachement féminin rouge, tourné en film et exporté au début des années 1970 par les services de propagande chinois dans le monde entier. À l’entrée de l’Opéra et sous une banderole affirmant que La culture est pour les masses populaires une arme puissante de la révolution, le programme annonce Carmeng opéra révolutionnaire à thème démocratique et contemporain.